# Waldenstein
Waldenstein osztrák község Alsó-Ausztria Gmündi járásában. 2018 januárjában 1195 lakosa volt.

## Elhelyezkedése

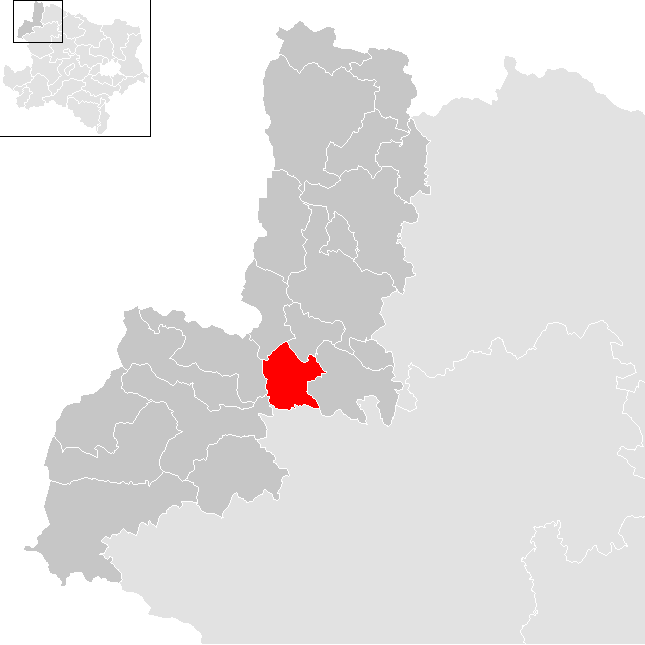
Waldenstein a Gmündi járásban

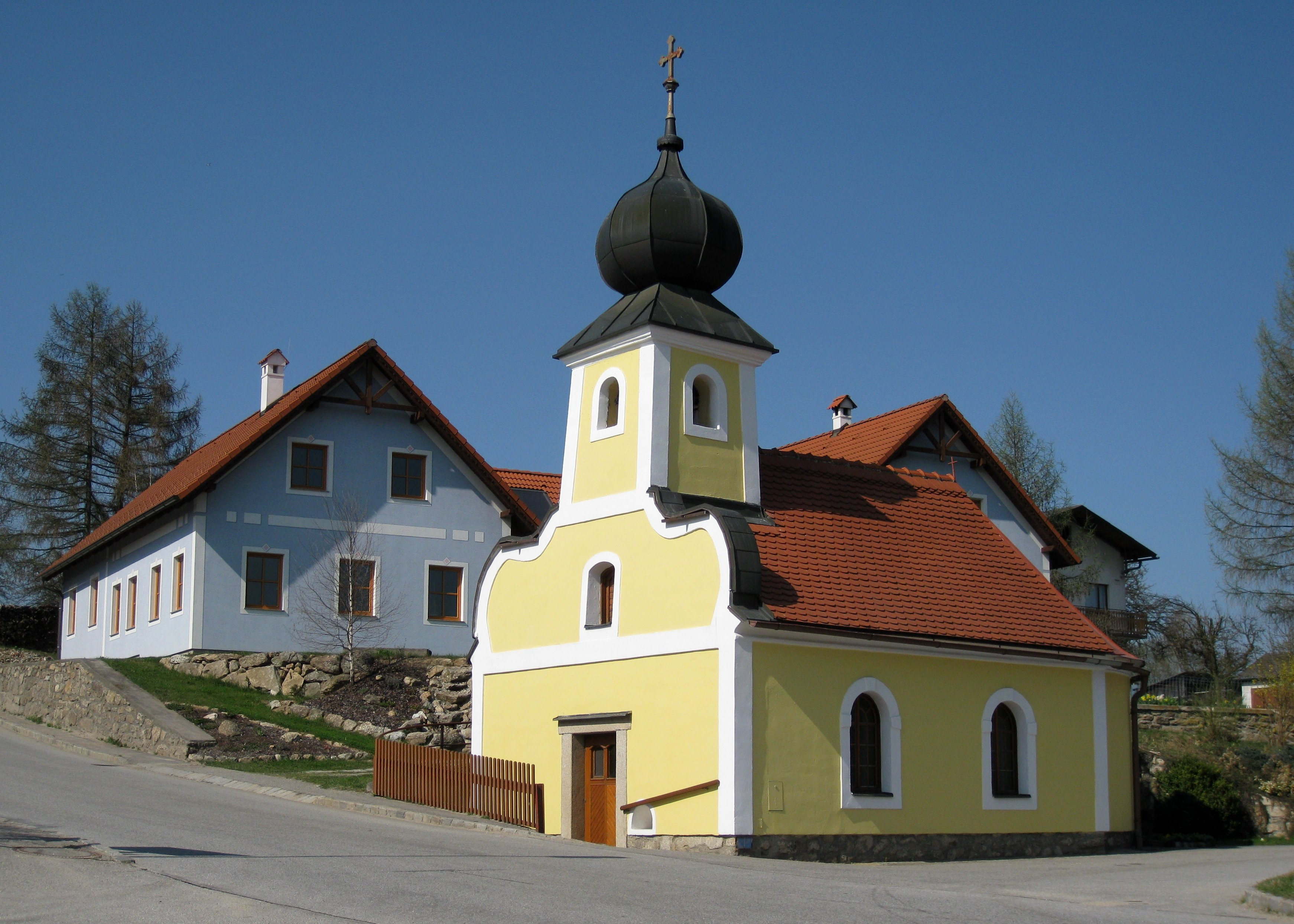
Albrechts kápolnája

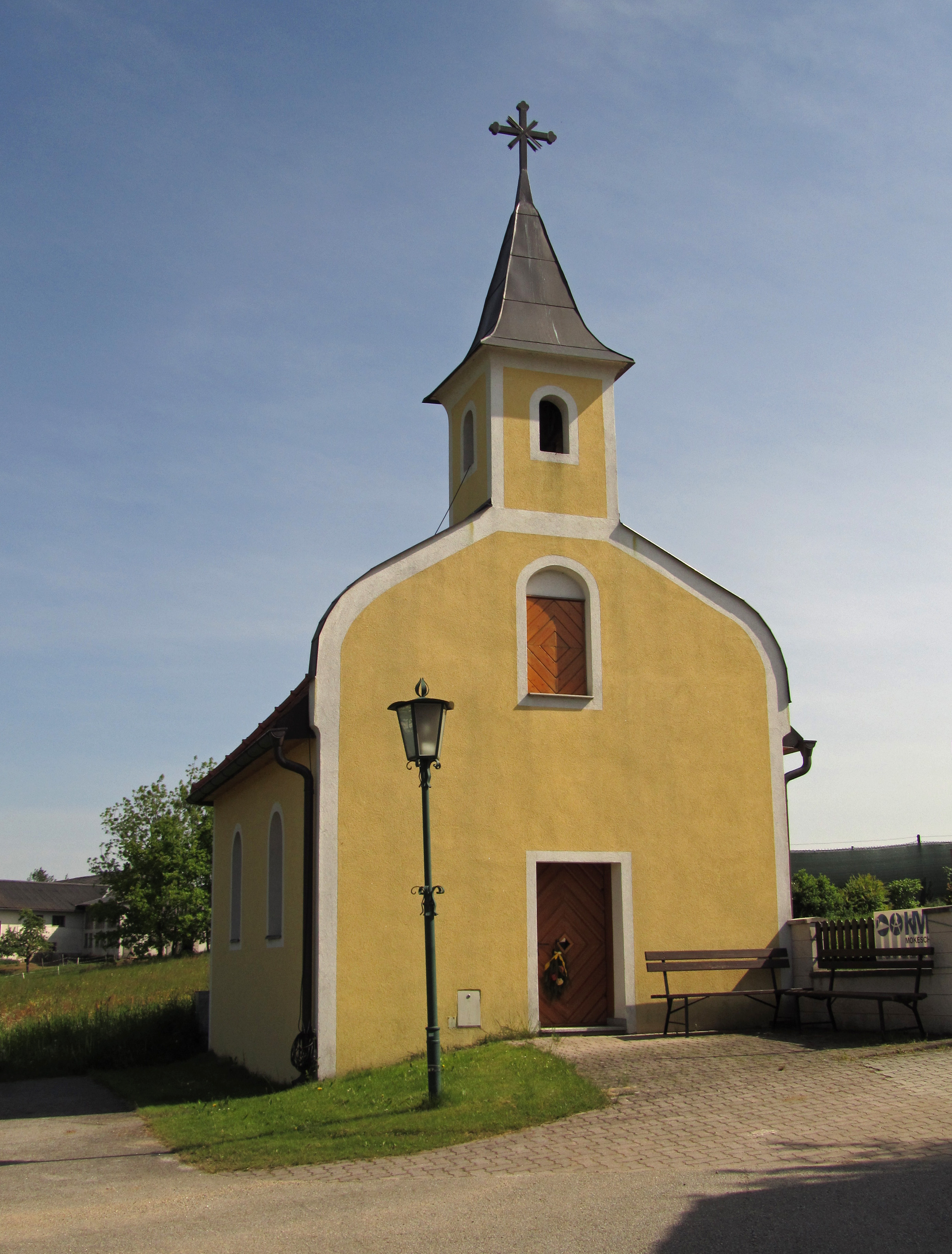
Groß-Höbarten kápolnája

Waldenstein Alsó-Ausztria Erdőnegyedének (Waldviertel) északi részén fekszik az Elexenbach folyó mentén. Területének 25,7%-a erdő. Az önkormányzat 7 települést egyesít: Albrechts (347 lakos 2018-ban), Groß-Höbarten (138), Groß-Neusiedl (112), Grünbach (93), Klein-Ruprechts (105), Waldenstein (370) és Zehenthöf (30). A kataszteri közösségek Albrechts, Großhöbarten, Großneusiedl, Grünbach, Kleinruprechts, Waldenstein és Zehenthöf.
A környező önkormányzatok: délnyugatra Weitra, nyugatra Großdietmanns, északra Gmünd, északkeletre Hoheneich, keletre Kirchberg am Walde, délre Schweiggers.

## Története
Waldenstein helyén már a 12. században állt egy kisebb nemesi udvarház. Neusiedlt először 1163-ban szerepel írásban, egy bizonyos Heinrich von Neusiedl nevében.
A község temploma 1883 óta búcsújáró hely, a zarándokok a főoltáránál található 2,45 m magas, ún. Kapás Szűz Mária-szobrot keresik fel.
A községi önkormányzat 1850-ben alakult, akkor Waldenstein és Groß-Höbart falvakkal. Mai formáját 1968-ban nyerte el Albrechts, Groß-Neusiedl, Klein-Ruprechts, Grünbach és Zehenthöf csatlakozásával.

## Lakosság
A waldensteini önkormányzat területén 2018 januárjában 1195 fő élt. A lakosságszám 1869 óta 1100-1200 körül mozog. 2015-ben a helybeliek 98,4%-a volt osztrák állampolgár; a külföldiek közül 0,4% a régi (2004 előtti), 0,7% az új EU-tagállamokból érkezett. 2001-ben a lakosok 97,2%-a római katolikusnak, 1,2% pedig felekezeten kívülinek vallotta magát.

## Látnivalók
- a Szt. Mihály-plébániatemplom
- Groß-Höbarten kápolnája
- Albrechts kápolnája

## Fordítás
- Ez a szócikk részben vagy egészben  a   Waldenstein című német Wikipédia-szócikk ezen változatának fordításán alapul.  Az eredeti cikk szerkesztőit annak laptörténete sorolja fel. Ez a jelzés csupán a megfogalmazás eredetét és a szerzői jogokat jelzi, nem szolgál a cikkben szereplő információk forrásmegjelöléseként.